# 非斯-布勒曼大區
非斯-布勒曼大區（阿拉伯语：فاس بولمان）是摩洛哥東北部曾经的一個大區。面積19,795平方公里。2004年人口1,573,055人。首府非斯。
下轄三市一省。